# 愛知県立田口高等学校稲武校舎
愛知県立田口高等学校稲武校舎（あいちけんりつ たぐちこうとうがっこう いなぶこうしゃ）は、愛知県豊田市（旧・東加茂郡稲武町）にあった公立高等学校。

## 概要
北設楽郡設楽町にある愛知県立田口高等学校の分校だった。1949年（昭和24年）に愛知県立田口高等学校稲武分校として開校し、1996年（平成8年）に稲武校舎に改称。愛知県立本郷高等学校（2000年（平成12年）より愛知県立新城東高等学校本郷校舎）と時を同じくして、2007年度（平成19年度）末をもって閉校した。59年間で1,690人の卒業生を送り出した。

## 沿革
- 1949年（昭和24年）2月15日 - 愛知県立田口高等学校稲武分校として開校。定時制農業科。[1]
- 1952年（昭和27年）10月1日 - 稲武町立稲武中学校内に校舎が完成。[1]
- 1953年（昭和28年）2月10日 - 農業科から農業・家庭科に改称。[1]
- 1963年（昭和38年）2月9日 - 定時制農業・家庭科から全日制普通科に変更。[1]
- 1964年（昭和39年）9月15日 - 稲橋字下タヒラに移転。鉄筋コンクリート造3階建の校舎が完成。[1]
- 1965年（昭和40年）11月3日 - 体育館（兼稲武町体育館）が完成。[1]
- 1968年（昭和43年）2月25日 - 弓道場（兼稲武町弓道場）が完成。[1]
- 1981年（昭和56年）
  - 3月20日 - 特別教室棟が完成。[1]
  - 12月1日 - プールが完成。[1]
- 1994年（平成6年）1月18日 - ブドウ園が完成。[1]
- 1996年（平成8年）4月1日 - 愛知県立田口高等学校稲武校舎に改称。[1]
- 2008年（平成20年）3月31日 - 愛知県立田口高等学校稲武校舎が閉校。[1]

## 課程
- 1949年（昭和24年） - 1963年（昭和38年）：定時制課程
- 1963年（昭和38年） - 2008年（平成20年）：全日制課程

## 設置学科
- 1949年（昭和24年） - 1953年（昭和28年）：農業科
- 1953年（昭和28年） - 1963年（昭和38年）：農業・家庭科
- 1963年（昭和38年） - 2008年（平成20年）：普通科